# François Louis Boudin de Roville
Pour les articles homonymes, voir Boudin et Roville.
François Louis Boudin de Roville, né le 21 décembre 1772 à Avallon dans l'Yonne et mort le 11 août 1838 à Plombières, dans les Vosges, est un général de brigade du Premier Empire. Il s'engage dans l'armée en 1794 et participe aux différentes batailles de la Révolution et de l'Empire. Il devient général en 1813 peu de temps après la bataille de Leipzig. Il est fait baron par Louis XVIII et commande alors différentes subdivisions militaires. Il prend sa retraite en 1835 et meurt en 1838 dans les Vosges.

## Biographie

### Du simple cavalier au capitaine
Il est le fils de François Firmin Boudin, président du grenier à sel d'Avallon. Il s'engage le 26 mars 1794 au 14e chasseurs à cheval, et de 1794 à 1795, il sert à l'armée des Pyrénées-Orientales. En 1795 et 1796, il fait la guerre en Vendée. Il devient sous-lieutenant dans les troupes à cheval et aide de camp du général Gelot le 31 juillet 1796. Il est nommé lieutenant, le 31 juillet 1797 et le 1er février 1799, il reçoit son brevet de capitaine et fait campagne en Italie. En novembre 1799, il est fait prisonnier à Ancône.

### Sous l'Empire
En 1805, il fait la campagne au 4e corps de la Grande Armée, et il passe adjoint à l’état-major du 4e corps de la Grande Armée (Soult), le 22 octobre 1805. En novembre 1806, il est aide de camp du général Saint-Hilaire, et le 8 février 1807, il est blessé d’un coup de feu au bras droit, à Eylau. Boudin est promu chef de bataillon le 22 octobre 1808, et le 6 juillet 1809, il est blessé d’un coup de mitraille, à la cuisse gauche, à Wagram.
Major attaché au 2e corps de l’armée d’Allemagne le 10 juin 1809, puis major au 2e régiment d’infanterie de ligne le 14 août 1809, Boudin reçoit ses épaulettes de colonel du 144e de ligne le 25 janvier 1813. Il participe aux combats en Saxe et le 2 mai 1813, il est blessé de deux coups de feu, l’un au bras et l’autre au côté gauche, à Lützen. Il est de nouveau blessé d’un coup de feu à la bataille de Leipzig, le 18 octobre 1813. À la tête du 144e de ligne appartenant à la 2e brigade (général Dumoulin) de la 11e division (général Ricard) du 6e corps sous Marmont, il est promu général de brigade le 25 décembre 1813 et fait chevalier de la Couronne de fer par décret impérial du 25 février 1814.
En 1814, il fait la campagne de France et il est blessé d’un coup de feu aux reins à Montmirail, le 11 février 1814. Le 7 avril 1814, il devient chef d’état-major de la 1re division militaire.

### D'une Restauration à l'autre
Il fut louvetier sur la région de 1817  à1819.
Lors de la Première Restauration, il commande le département de l'Yonne avant d'être suspendu de ses fonctions le 21 mars 1815. Aux Cent-Jours, il seconde le général Vedel à l'organisation des gardes nationales de la 14e division militaire, et le 15 novembre 1815, à la seconde Restauration, il commande à nouveau le département de l'Yonne. Le 24 mars 1816, il est autorisé à rajouter à son nom celui de Roville, et il est créé baron, par Louis XVIII en 1817. Le 12 novembre 1817, il prend le commandement de la 2e subdivision militaire de la 18e division militaire, puis le commandement de la 1re subdivision militaire (Indre-et-Loire) de la 4e division militaire, le 20 mai 1818, et celui de la 1re subdivision militaire de la 18e division militaire le 30 décembre 1818.
Commandant la 2e subdivision militaire (Aube) de la 18e division militaire, le 12 janvier 1819, il est nommé commandant la 4e subdivision militaire (Yonne) de la 18e division militaire, le 21 avril 1820. Le 1er mai 1821, il est fait commandeur de Saint-Louis, puis le 23 mai 1825, grand officier de la Légion d'honneur. En 1830, Boudin est mis en disponibilité à l'avènement de Louis-Philippe et compris en cette qualité dans le cadre d’activité de l’état-major général, le 22 mars 1831. Le 28 décembre 1831, il commande le département de la Haute-Vienne, et il est admis à faire valoir ses droits à la retraite à compter du 1er janvier 1835. Il obtient une pension de retraite de 4 000 francs. Il meurt le 11 août 1838 à Plombières dans les Vosges et son corps est transporté vers 1890 à Auxerre, où il repose actuellement au cimetière Saint-Amâtre (concession no 275).

## Sources
- Dictionnaire de biographie française